# محمد السحيمات
محمد السحيمات أو  محمد باشا السحيمات (1916 - 16 ديسمبر 1968) كان جنرال  أردني عسكري ورجل دولة. ولد في مدينة الكرك عام 1916،وهو ابن الشيخ عطالله السحيمات، وهو زعيم وطني ، وكان عضوًا في المجلس التشريعي الأول لإمارة شرق الأردن وتولى عدة مناصب سياسية في الإمبراطورية العثمانية ولاحقًا في شرق الأردن. تم تكليف الجنرال سهيمات في القوات المسلحة الأردنية في عام 1941، وتخرج بعد ذلك من  كلية أركان الشرطة-برامشيل -هامبشاير ،انكلترا.